# Tool (Texas)
Tool è un centro abitato degli Stati Uniti d'America situato nella contea di Henderson dello Stato del Texas.
La popolazione era di 2.240 persone al censimento del 2010.
Situata sul lato ovest del lago Cedar Creek, è meta di seconde case per villeggiature e week-end.

## Geografia fisica
Tool è situata a 32°16′50″N 96°10′22″W (32.280459, -96.172678).
Secondo lo United States Census Bureau, ha un'area totale di 3,6 miglia quadrate (9,3 km²), di cui 0,04 miglia quadrate (0,10 km², 0.55%) d'acqua.

## Società

### Evoluzione demografica
Secondo il censimento del 2000, c'erano 2.275 persone, 1.006 nuclei familiari e 682 famiglie residenti nella città. La densità di popolazione era di 630,6 persone per miglio quadrato (243,3/km²). C'erano 1.416 unità abitative a una densità media di 392,5 per miglio quadrato (151,4/km²). La composizione etnica della città era formata dal 95,56% di bianchi, lo 0,40% di afroamericani, lo 0,40% di nativi americani, lo 0,13% di asiatici, lo 0,22% di isolani del Pacifico, l'1,19% di altre razze, e il 2,11% di due o più etnie. Ispanici o latinos di qualunque razza erano il 2,33% della popolazione.
C'erano 1.006 nuclei familiari di cui il 19,7% aveva figli di età inferiore ai 18 anni, il 53,0% aveva coppie sposate conviventi, il 10,5% aveva un capofamiglia femmina senza marito, e il 32,2% erano non-famiglie. Il 27,4% di tutti i nuclei familiari erano individuali e il 14,9% aveva componenti con un'età di 65 anni o più che vivevano da soli. Il numero di componenti medio di un nucleo familiare era di 2,26 e quello di una famiglia era di 2,73.
La popolazione era composta dal 19,3% di persone sotto i 18 anni, il 5,3% di persone dai 18 ai 24 anni, il 22,7% di persone dai 25 ai 44 anni, il 28,4% di persone dai 45 ai 64 anni, e il 24,3% di persone di 65 anni o più. L'età media era di 47 anni. Per ogni 100 femmine c'erano 97,5 maschi. Per ogni 100 femmine dai 18 anni in giù, c'erano 94,2 maschi.
Il reddito medio di un nucleo familiare era di 32.679 dollari e quello di una famiglia era di 37.396 dollari. I maschi avevano un reddito medio di 33.534 dollari contro i 24.000 dollari delle femmine. Il reddito pro capite era di 19.507 dollari. Circa il 10,8% delle famiglie e il 15,1% della popolazione erano sotto la soglia di povertà, incluso il 26,6% di persone sotto i 18 anni e il 7,5% di persone di 65 anni o più.